# شيخو ديانج
شيخو ديانج (بالفرنسية: Cheikhou Dieng) (23 نوفمبر 1993 بالسنغال - ) هو لاعب كرة قدم سنغالي في مركز الوسط. لعب مع نادي سانت بولتن ونادي ساندفيورد.

## وصلات خارجية
- شيخو ديانج على موقع اتحاد النرويج (النرويجية)
- شيخو ديانج على موقع اتحاد تركيا (لاعب) (الإنجليزية)
- شيخو ديانج على موقع قاعدة بيانات كرة القدم.إي يو (الإنجليزية)
- شيخو ديانج على موقع Soccerway.com (الإنجليزية)
- شيخو ديانج على موقع عالم كرة القدم.نت (الإنجليزية)